# Putzbrunn
Putzbrunn er en kommune i Landkreis München (Oberbayern), i den tyske delstat Bayern.

## Geografi
Putzbrunn ligger i Region München, omkring 15 km sydøst for byen München. Nabokommuner er Ottobrunn, Neubiberg, Haar og Vaterstetten.